# Cessna Citation
Citation é uma marca registrada utilizada pela Cessna para a sua variada linha de jatos executivos. Ao contrário de um nome para um modelo particular de aeronave, essa marca se aplica a várias "famílias" de aeronaves com motores turbofan que vêm sendo produzidos ao longo dos anos, desde a década de 1970.
Dentro de cada uma das seis “famílias” distintas, muitas melhorias nos projetos das aeronaves foram realizadas, a maior parte delas como consequência de pressões do mercado aeronáutico mundial por mais economia, praticidade, conforto, modernidade e sofisticação, elegância e segurança, e resultaram em um grande número de variantes, de forma que a linha Citation tornou-se um pouco complexa.
Existem também variantes militares, como as séries T-47 e UC-35.
No competitivo mercado mundial de jatos executivos, a fabricante norte americana Cessna Aircraft Company enfrenta atualmente forte concorrência de grandes fabricantes que também detêm alta tecnologia na construção de aeronaves executivas, incluindo a americana Learjet (propriedade da Bombardier), a canadense Canadair (também propriedade de Bombardier), a fabricante suíça Pilatus, a brasileira Embraer, a francesa Dassault Falcon, a americana Gulfstream (subsidiária da General Dynamics), a japonesa Honda, a americana New Piper Aircraft e a Cirrus Aircraft.
Atualmente, a Cessna é propriedade da holding americana Textron Company, que também é proprietária da Beechcraft Corporation, outro tradicional fabricante de jatos executivos.

## Linha de Produtos Citation
Série 500 (1ª geração)
- FanJet 500, o protótipo do primeiro modelo da família Citation, voou pela primeira vez em 15 de setembro de 1969.[1]
- Citation I (Modelo 500)  - Originalmente chamado de Citation 500 antes que a Cessna o denominasse Citation I, momento pelo qual o projeto mudou um pouco do FanJet 500. O primeiro Citation I foi um dos primeiros jatos executivos leves disponíveis no mercado a serem motorizados com reatores do tipo turbofan. Foi um grande sucesso de vendas e a produção cessou em 1985.[2]

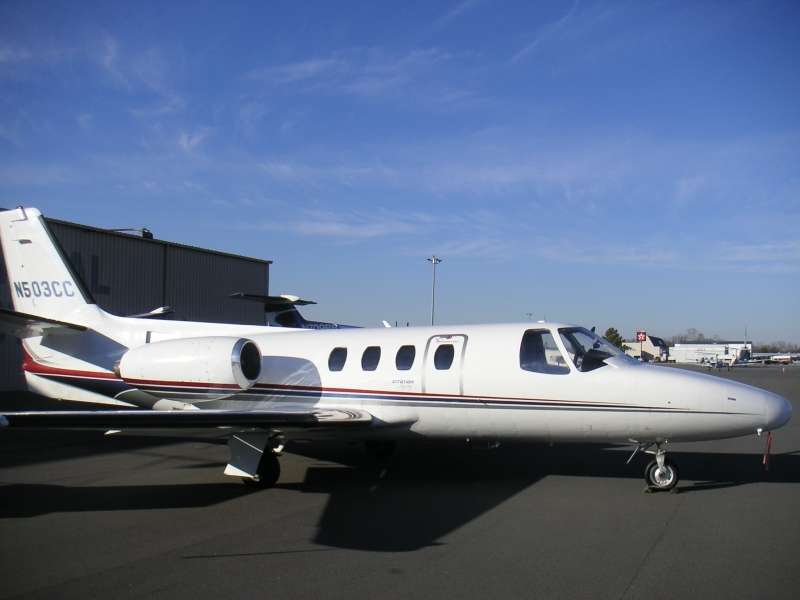
Citation I - O mais antigo membro da “família” Citation, muitas unidades desse modelo de aeronave ainda estão em operação.

- Citation I/SP (Modelo 501 / Single Pilot)  - Uma versão melhorada do Citation 500, certificada para operações com apenas um piloto.[3]
- Citation II (Modelo 550)  - É um modelo derivado do Citation I (Citation 500), um projeto de aeronave com fuselagem mais comprida e asas maiores, portanto mais confortável. Aeronave produzida pela primeira vez em 1978. Inicialmente substituída pelo S/II em produção, mas foi trazida de volta e produzida lado a lado com o S/II até que o Citation Bravo fosse lançado.[4][5]
- T-47 (Modelo 552)  - É a designação militar para o Citation II. A Marinha dos Estados Unidos adquiriu 15 aeronaves T-47A como treinadores de sistemas de radar, e o Departamento de Defesa dos Estados Unidos comprou cinco modelos OT-47B para reconhecimento antidrogas.[6]
- Citation II/SP (Modelo 551 / Single Pilot)  - Uma versão melhorada do Citation II, certificada para operações com apenas um piloto.[4][7]
- Citation S/II (Modelo S550)  - Incorporou melhorias, principalmente um novo projeto de asa e motores melhorados. A produção foi simultânea à do modelo II até que o Citation V fosse lançado em 1989.[4][8]

Série 500 (2ª Geração)
- Citation Bravo (Modelo 550B)  - Na prática, é um modelo Citation II ou S/II bem melhorado, com novos motores PW530A, mais econômicos e com custo de manutenção reduzido para 5.000 horas de voo para cada Overhaul (revisão geral), e a introdução do sistema de navegação EFIS (Electronic Flight Instrument System, aviônicos Primus 1000.[9][10] O último Citation Bravo saiu da linha de produção no final de 2006, encerrando quase 10 anos de produção, um total de 337 aeronaves.[11]
- Citation V (Modelo 560) -  Versão alongada, bem mais confortável, projetada a partir do Citation II, com motores JT15D-5A mais potentes[12][13]
- Citation Ultra (Modelo 560)  - Na prática, é um modelo Citation V melhorado, com motores JT15D-5D mais potentes, e instrumentos EFIS (Sistema Eletrônico de Voo por Instrumentos)[13] USMC UC-35D em Mojave.

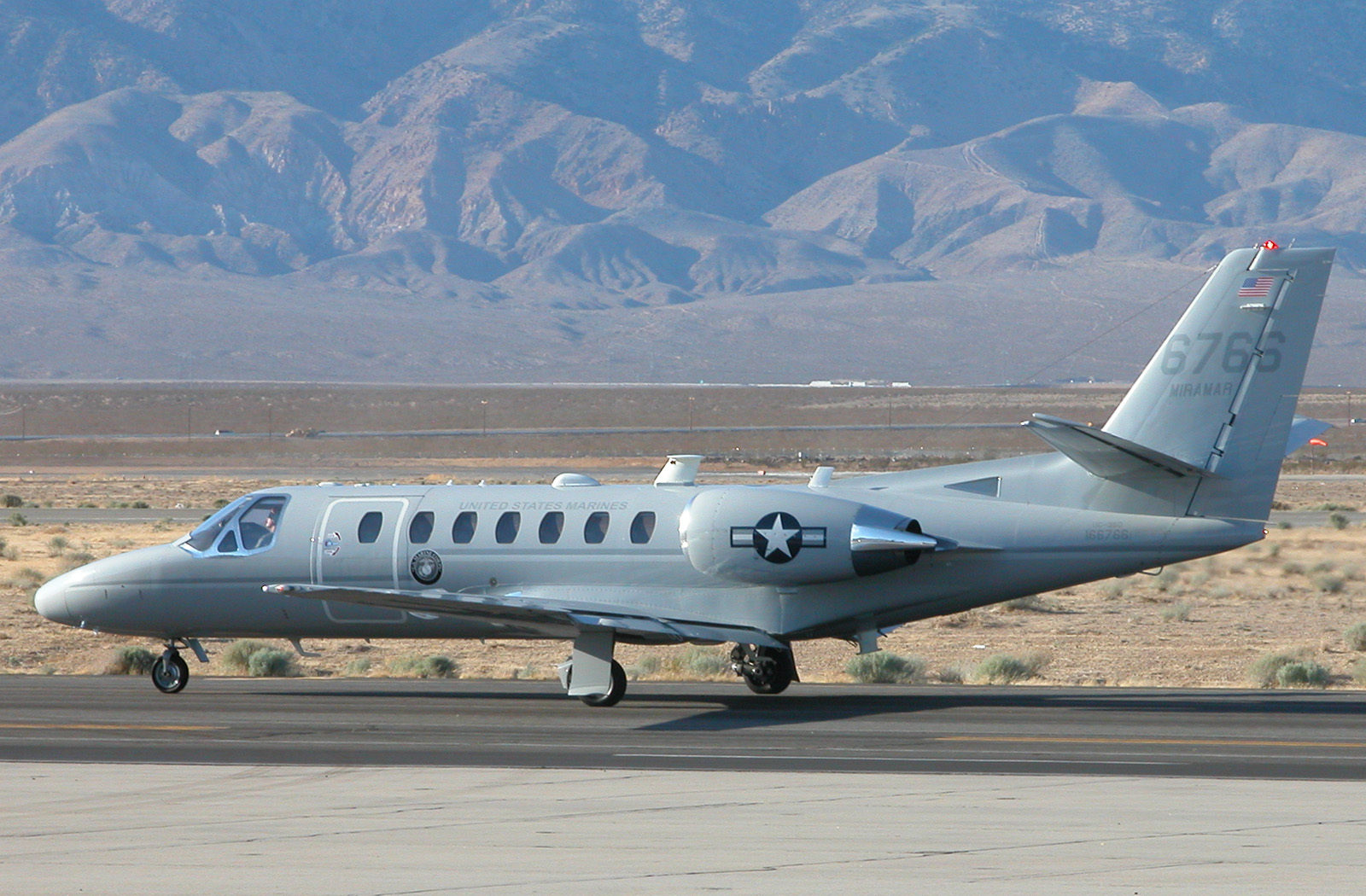
USMC UC-35D em Mojave.

- UC-35A - Versão de transporte do exército da versão V Ultra.
- UC-35C - Versão para a marinha do V Ultra.[14]
- Citation Encore (Modelo 560)  - Na prática, é um modelo Citation Ultra bem melhorado, com novos motores PW535A, mais econômicos e com custo de manutenção reduzido para 5.000 horas de voo para cada Overhaul (revisão geral), e a introdução do sistema de navegação EFIS (Electronic Flight Instrument System), e um trem de pouso do tipo trailing-link para pousos mais suaves.[13]
- UC-35B - Versão de transporte do exército do Encore.
- UC-35D Versão da marinha do Encore.[14]
- Citation Encore+ (Modelo 560)  - Um Encore melhorado, inclui o sistema FADEC (Full Authority Digital Engine Control) e aviónica redesenhada. O FADEC é um sistema de gerenciamento do funcionamento dos motores, ele evita que certos parâmetros de segurança no funcionamento deles sejam ultrapassados, evitando danos por funcionamento incorreto e aumentando a vida útil deles.[13]

Série 650 (1ª Geração)
- Citation III (Modelo 650) - Aeronave de alta performance, projeto completamente novo, totalmente original, projetado para viagens internacionais e intercontinentais. O Citation III foi o primeiro modelo de aeronave da Cessna em que a maioria dos passageiros de estatura de até 1,65 metro podem, em voo de cruzeiro, usar o corredor da cabine da aeronave para acessar a sua galley e o seu toalete sem necessidade de se curvar.[15][16][17]
- Citation IV - Foi uma atualização proposta do III, mas cancelado pela Cessna.[15]
- Citation VI (Modelo 650)  - Foi um derivado de baixo custo do III que possuía uma suíte de aviônicos mais simples e interior não personalizável.[15][16]

Série 650 (2ª Geração)
- Citation VII (Modelo 650)  - Aeronave de alta performance, foi uma versão melhorada do Citation III, com motores mais potentes, que esteve em produção entre 1992 e 2000.[15][18]

Série 750
- Citation X (Modelo 750) (X é um número romano para dez) -  Aeronave sofisticada, de alta performance e aerodinâmica refinada, um projeto quase completamente novo, aeronave muito confortável (7,31 metros de espaço na cabine), o mais rápido avião civil do mundo desde a retirada do Concorde.[19] 7,31 m de espaço na cabine.[20]
- Citation Ten - Aeronave derivada do Citation X, com fuselagem mais comprida (aproximadamente 50 centímetros a mais), resultando em uma cabine muito confortável.

Série 560 XL

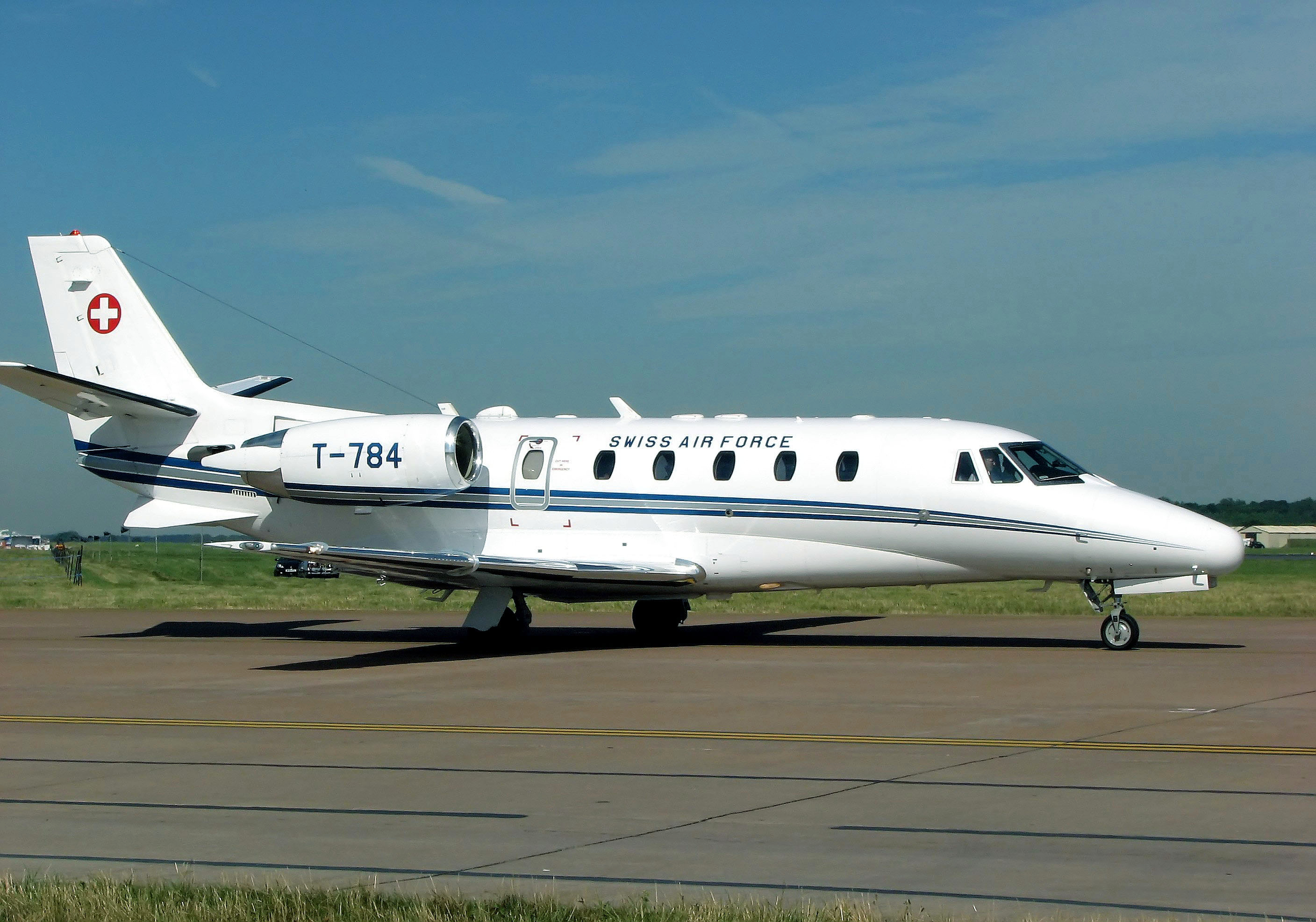
Cessna 560XL Citation Excel da Força Aérea da Suíça.

- Citation Excel (Modelo 560XL) - Aeronave derivada do Citation VII, porém com um número de mudanças que o torna um projeto diferente: Os engenheiros da Cessna aproveitaram o projeto bem sucedido de asas retas do Citation V Ultra e o projeto de cauda do Citation V. O resultado foi uma aeronave confortável, projetada para viagens interestaduais e internacionais, com novos motores PW545A e com capacidade bem razoável de pousar e decolar em pistas de pouso de médio tamanho.[21][22]
- Citation XLS - Versão melhorada do Citation Excel.
- Citation XLS+  - Versão melhorada do Citation XLS, Incluindo o sistema FADEC (Full Authority Digital Engine Control) e um sistema de aviônicos redesenhado.[23]

Série 680
- Citation Sovereign (Modelo 680) - É uma aeronave derivada do Citation Excel, mas com fuselagem muito mais comprida que a fuselagem do Excel, é uma aeronave muito confortável. O projeto de asas retas é quase completamente novo, inspirado nos conceitos de asa do Citation CJ4, o que possibilita bom desempenho nas operações com pousos e decolagens em pistas de médio tamanho.[24][25][26]

Série 500 (3ª Geração)

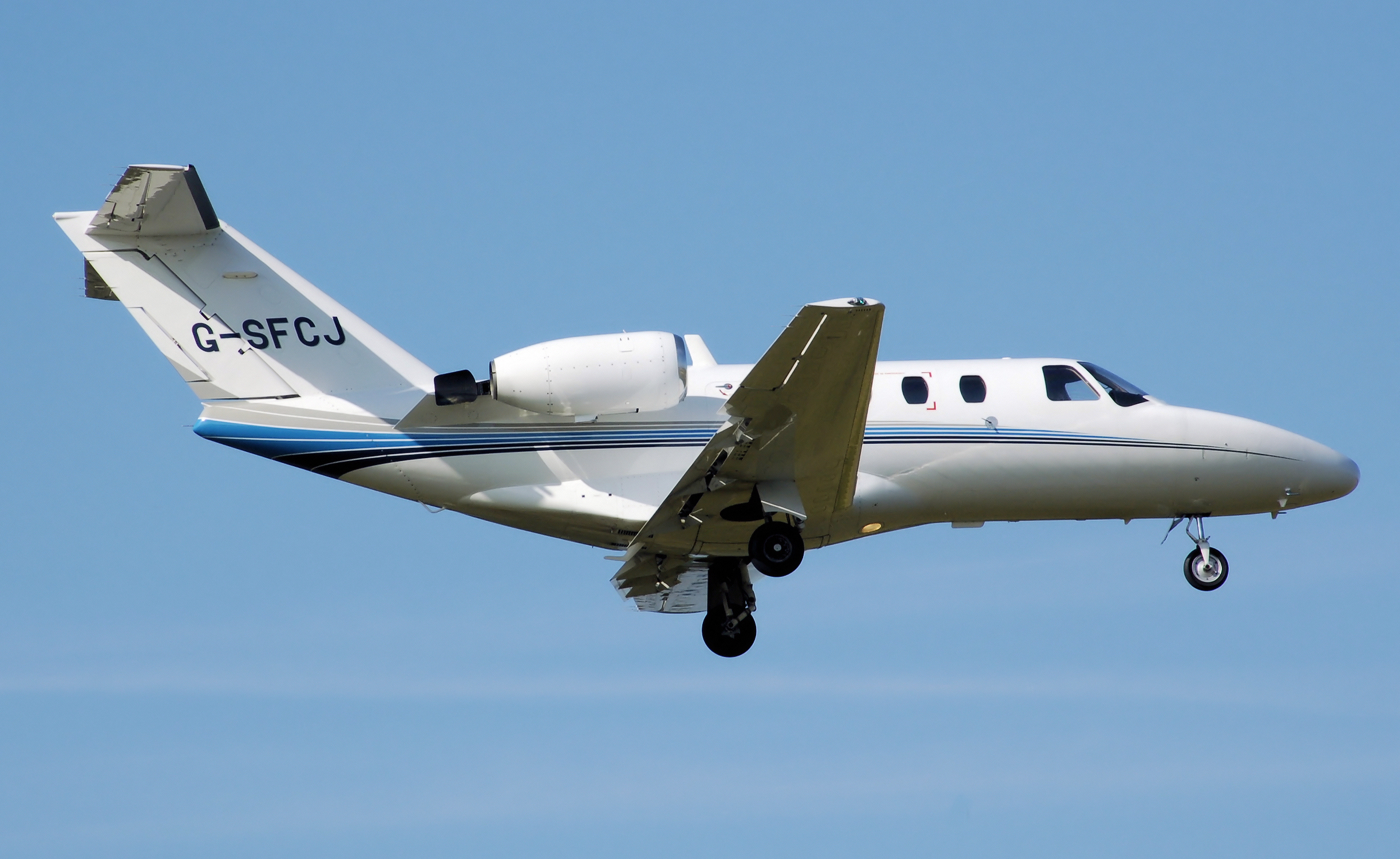
Cessna 525 CitationJet.

- CitationJet (Modelo 525)  - Projeto quase completamente novo, com um grande número de mudanças e inovações.[27] Jatinho executivo de pequeno porte. É o primeiro modelo de uma série de grande sucesso de vendas.
- CJ1 (Modelo 525)  - Versão melhorada do CitationJet[27]
- CJ1+ (Modelo 525)  - Versão melhorada do CJ1 com novos motores, aviônicos, e sistema FADEC.[28][29]
- CJ2 (Modelo 525A) - Aeronave derivada do Citation CJ1, com cabine alongada para aumentar a capacidade de transportar passageiros. É um sucesso de vendas.[27]
- CJ2+ (Modelo 525A)  - Versão melhorada do CJ2 com performance melhorada, novos aviônicos e sistema FADEC.[30]
- CJ3 (Modelo 525B)  - Aeronave derivada do Citation CJ2, com cabine alongada para acomodar com mais conforto sete ou oito passageiros.[31]
- CJ4 (Modelo 525C) - Aeronave derivada do Citation CJ3, com novos motores Williams FJ44-4A 3621Lbs cada, com mesmo conceito de asas enflechadas usado para o modelo Sovereign.[32] O primeiro voo do CJ4 ocorreu na primeira metade do ano de 2008 com entregas para os clientes iniciando em 2010.[33]

- Citation Mustang (Modelo 510) - Aeronave derivada do Citation CJ1, menor e mais leve que o seu irmão CJ1, é considerado um modelo Very Light Jet (VLJ), projetado para competir com os novos VLJ da Piper Aircraft (Piper Jet), Embraer (Phenom 100), Eclipse Aviation, Honda (Honda Jet) e Adam Aircraft Industries.[34]

## Principais concorrentes
- Bombardier Challenger
- Dassault Falcon 2000
- Learjet 35/36
- Learjet 45
- Learjet 60
- Embraer Legacy
- Embraer Legacy 500
- Embraer Phenom 300
- Embraer Phenom 100
- Gulfstream G100
- Gulfstream G200
- Honda Jet
- Pilatus PC-24